# Aleksandr Agafonov
Aleksandr Agafonov (Александр Агафонов), (ur. 22 kwietnia 1975) – uzbecki pływak, trzykrotny olimpijczyk.

## Występy na igrzyskach olimpijskich
Aleksandr Agafonov po raz pierwszy wystartował na igrzyskach olimpijskich w Atlancie. Rywalizował jedynie w sztafecie 4 × 200 m w stylu dowolnym. Płynął, jako drugi zawodnik. Uzyskał czas 1:56,44 m a sztafeta uzyskała czas 7:40,60 m, co dało jej 4. miejsce w biegu eliminacyjnym. Wynik ten nie pozwolił na awans do dalszej rywalizacji. Sztafeta została sklasyfikowana łącznie na 12. miejscu.
Na igrzyskach w Sydney Agafonov wystąpił na dystansie 100 m w stylu dowolnym uzyskując czas 52,58 s i zajmując 3. miejsce w swoim biegu eliminacyjnym. Wynik ten nie pozwolił mu na dalszą rywalizację. Został sklasyfikowany dopiero na 54. miejscu.
Ostatni raz Agafonov wystąpił na igrzyskach w Atenach. Podobnie jak w Sydney konkurował na dystansie 100 m w stylu dowolnym. Uzyskał 4 rezultat w swoim wyścigu eliminacyjnym z czasem 52,92 s. Wynik ten nie pozwolił na awans do kolejnej rundy. Łącznie został sklasyfikowany na 57. miejscu.